# Экзосома (комплекс)

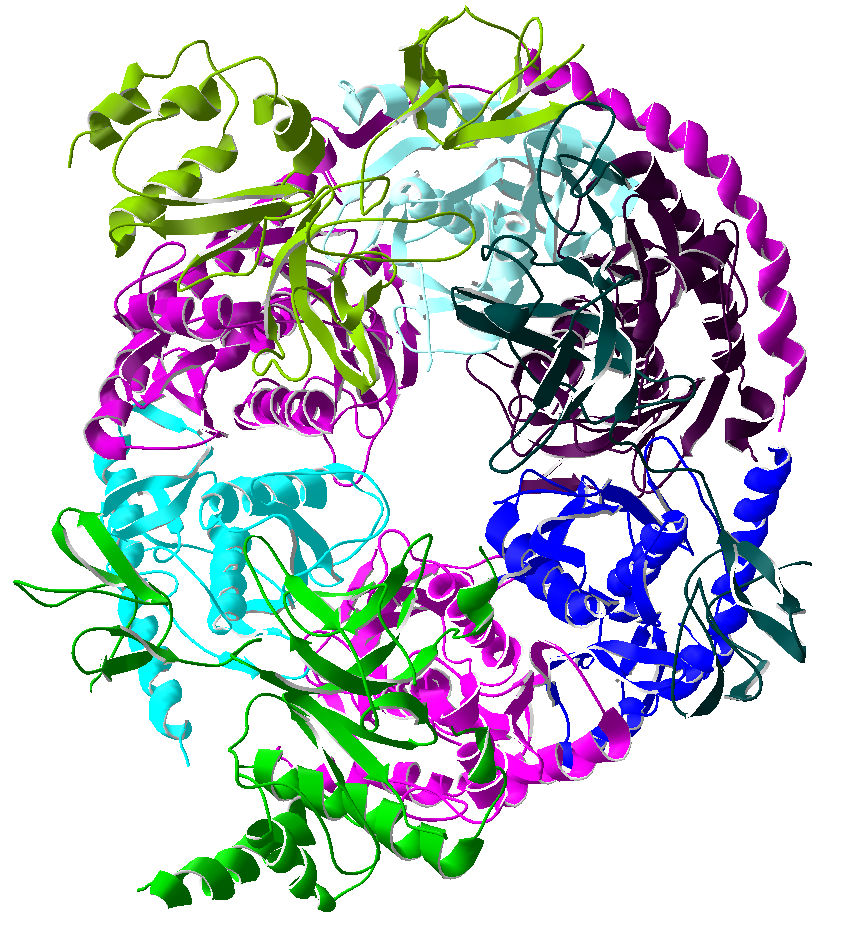
Пространственная структура человеческой экзосомы. PDB См. список субъединиц ниже. В центре белкового комплекса виден канал, через который при деградации проходит молекула РНК

Экзосо́ма (ко́мплекс), или PM/Scl-ко́мплекс — мультибелковый комплекс, способный к разрушению различных типов молекул РНК. Экзосомы имеются у эукариот и архей, в то время как у бактерий сходные функции выполняет более просто устроенный комплекс — деградосома.
Коровую (центральную) часть экзосомы составляет шестичленное кольцо, к которому прикрепляются другие белки. У эукариот экзосомы присутствуют в цитоплазме, ядре и особенно ядрышке, хотя в этих компартментах имеются некоторые белки, взаимодействующие с экзосомами и регулирующие их активность по деградации РНК-субстратов, специфичных для этих клеточных компартментов. К субстратам экзосомного комплекса относят мРНК, рРНК и многие другие виды малых РНК. Экзосома обладает экзорибонуклеолитической активностью, то есть разрушает молекулы РНК, начиная с одного их конца (3′-конца), а у эукариот для неё характерна также эндорибонуклеолитическая активность, то есть она способна разрезать РНК в местах (сайтах), расположенных во внутренней части молекулы.
Несколько экзосомных белков являются мишенями аутоантител у пациентов, страдающих от специфических аутоиммунных заболеваний, особенно склеромиозита; кроме того, функционирование экзосом блокируется при некоторых видах противораковой антиметаболической химиотерапии. Наконец, мутации в экзосомном компоненте 3 вызывают мостомозжечковую гипоплазию и расстройства двигательных нейронов в спинном мозге.

## История открытия
Экзосома впервые была описана в 1997 году как РНКаза почкующихся дрожжей Saccharomyces cerevisiae. Вскоре, в 1999 году, было установлено, что экзосома дрожжей эквивалентна уже описанным к тому моменту комплексам PM/Scl человека, которые несколькими годами ранее были изначально описаны как аутоантиген у пациентов с некоторыми аутоиммунными расстройствами. Выделение таких человеческих PM/Scl-комплексов позволило идентифицировать другие экзосомные белки и, наконец, описать все компоненты комплекса. В 2001 году увеличивающийся объём геномных данных позволил предсказать наличие экзосомных белков у архей, хотя первый экзосомный комплекс был выделен у архей лишь два года спустя.

## Структура

### Коровые белки

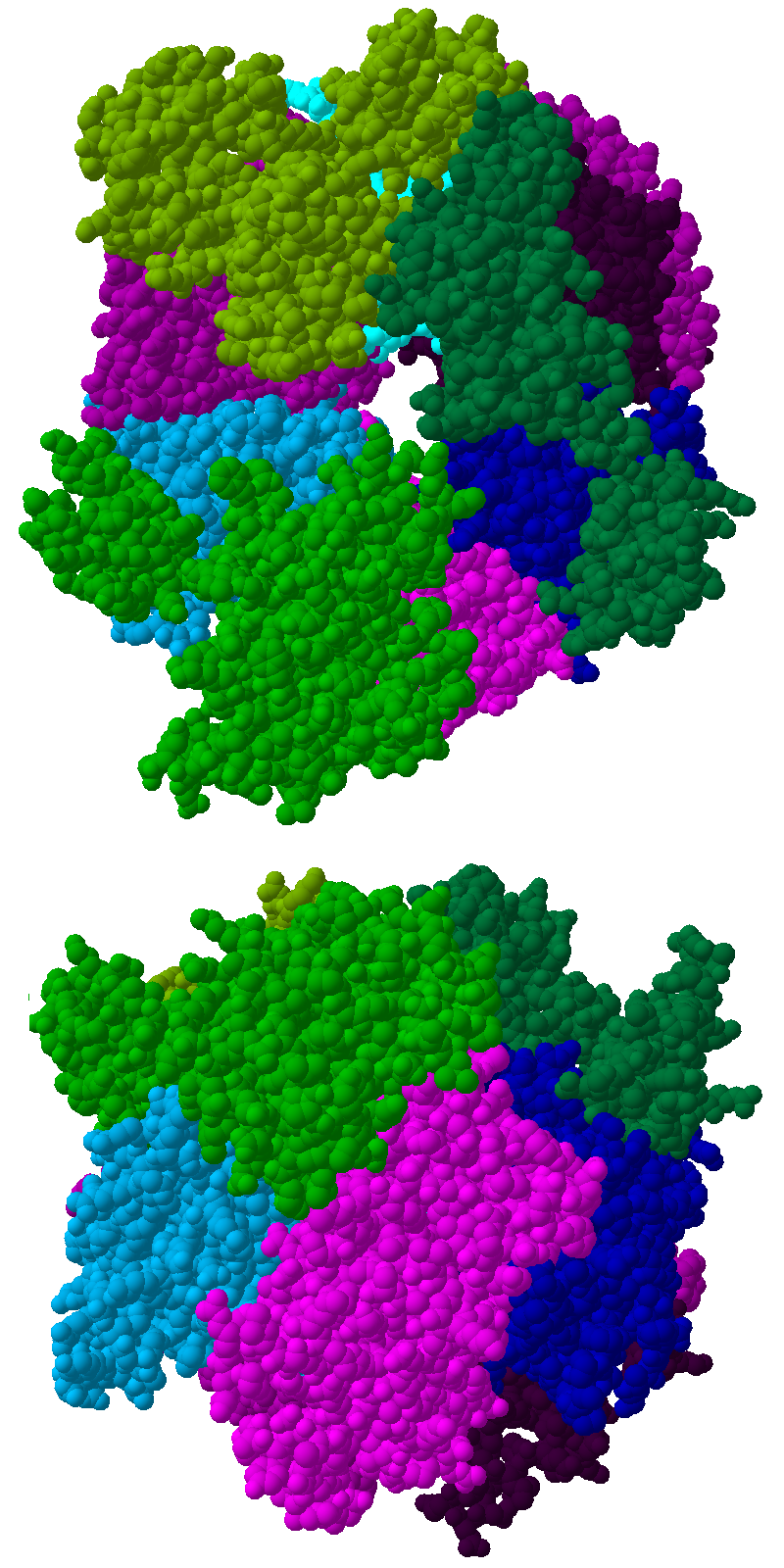
Кристаллическая структура экзосомы: вид сверху и сбоку

Коровая (центральная) часть комплекса имеет кольцевую структуру и состоит из 6 белков, каждый из которых принадлежит к одному и тому же классу РНКаз — белкам, подобным РНКазе РН. У архей имеются два различных белка, подобных РНКазам РН — Rrp41 и Rrp42, каждый из которых трижды встречается в кольце и перемежается с белком другого вида. У эукариот кольцевая структура образована шестью различными белками. Из шести эукариотических белков три белка напоминают белок Rrp41 архей, а три других — Rrp42.
Поверх этих кольцевых белков располагаются три белка, содержащих РНК-связывающие домены S1. У двух из трёх этих белков, кроме того, имеется К-гомологичный домен. У эукариот все три этих S1-содержащих белка различны, а у архей они представлены белками одного или двух различных видов, хотя во всех случаях к кольцу прикрепляется только три субъединицы.

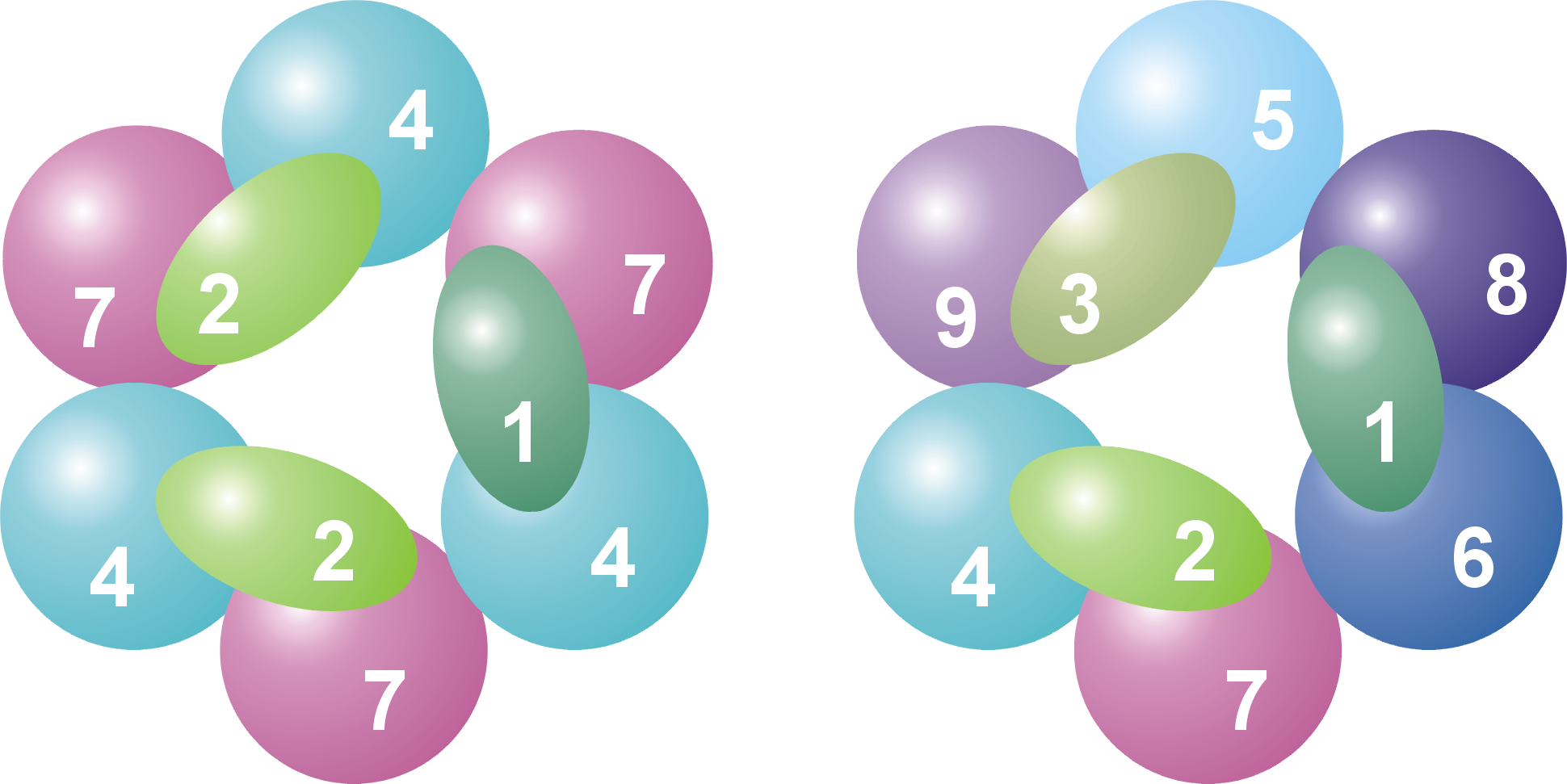
Субъединицы и строение экзосомных комплексов архей (слева) и эукариот (справа). Различные белки пронумерованы: видно, что экзосома архей состоит из 4 различных белков, а эукариот — из 9

Кольцевая структура экзосомы очень схожа с таковой у РНКазы РН и полинуклеотидфосфорилазы (PNPазы). У бактерий РНКаза РН, участвующая в процессинге тРНК, образует гексамерное кольцо, состоящее из шести идентичных субъединиц. В случае PNPазы (фосфоролитического РНК-деградирующего фермента (имеющегося у бактерий, а также у хлоропластов и митохондрий некоторых эукариот) оба домена РНКазы РН, а также S1- и КН-РНК-связывающие домены являются частями одного-единственного белка, который формирует тримерный комплекс, по структуре почти совершенно совпадающий с экзосомой. Из-за высокого сходства и белковых доменов, и структуры эти комплексы считаются эволюционно родственными и имеют одного общего предка. Экзосомные белки, подобные РНКазе РН — RNPаза и РНКаза РН, — входят в семейство РНКазы РН РНКаз и являются фосфоролитическими экзорибонуклеазами, то есть используют неорганический фосфат для удаления нуклеотидов с 3′-конца молекул РНК.

### Ассоциированные белки

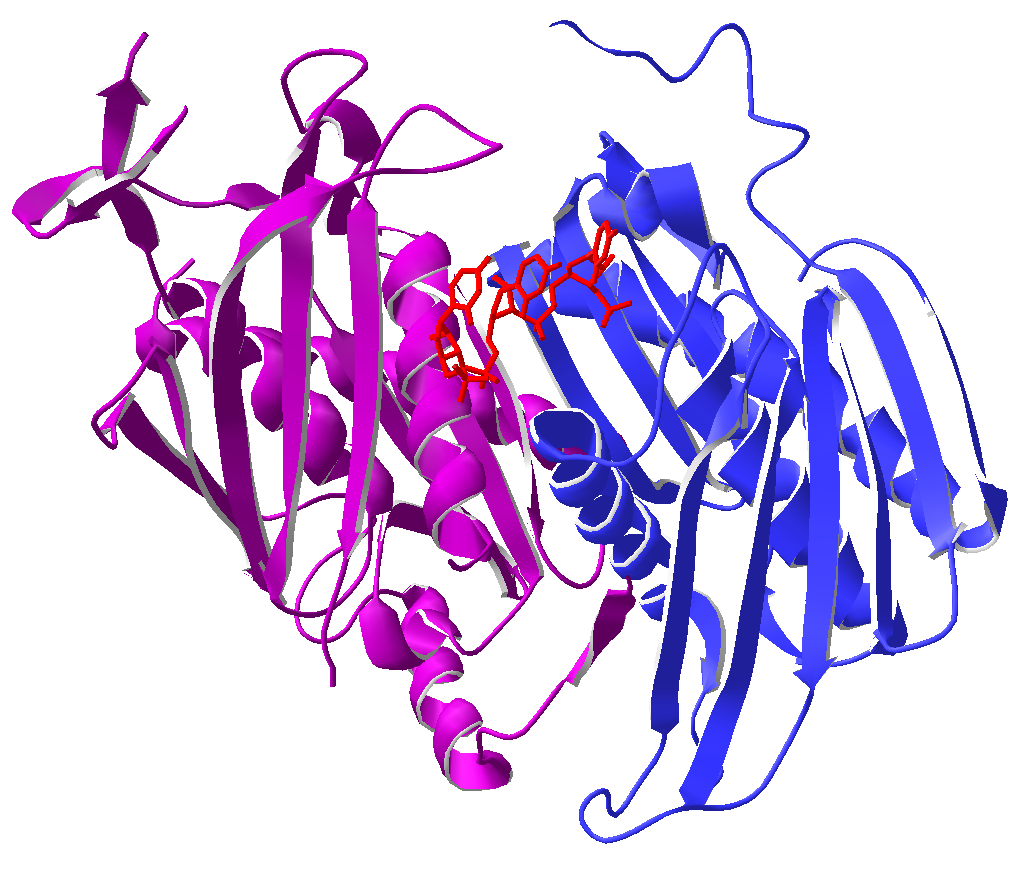
Две коровые субъединицы экзосомы архей (Rrp41 и Rrp42), связанные с молекулой малой РНК (выделена красным)

Кроме вышеперечисленных девяти коровых белков, с экзосомами эукариот также часто ассоциированы два других белка. Один из них — Rrp44, гидролитическая РНКаза, которая принадлежит к семейству РНКазы R гидролитических экзорибонуклеаз (использующих воду для разрыва связей между нуклеотидами). Кроме экзорибонуклеотической активности, Rrp44 также может функционировать как эндорибонуклеаза, эту активность проявляет отдельный домен этого белка. У дрожжей Rrp44 ассоциирован со всеми экзосомными комплексами и необходим для их функционирования. Хотя у человека имеется белок-гомолог Rrp44, долгое время не было доказательств того, что этот гомолог тоже ассоциирован с экзосомами. Однако в 2010 году было установлено, что у человека существует три гомолога Rrp44 и два из них могут работать вместе с экзосомами. Наиболее вероятно, что эти два белка разрушают различные РНК-субстраты из-за различной локализации в клетке: один — Dis3L1 — локализован в цитоплазме, а другой — Dis3 — в ядре.

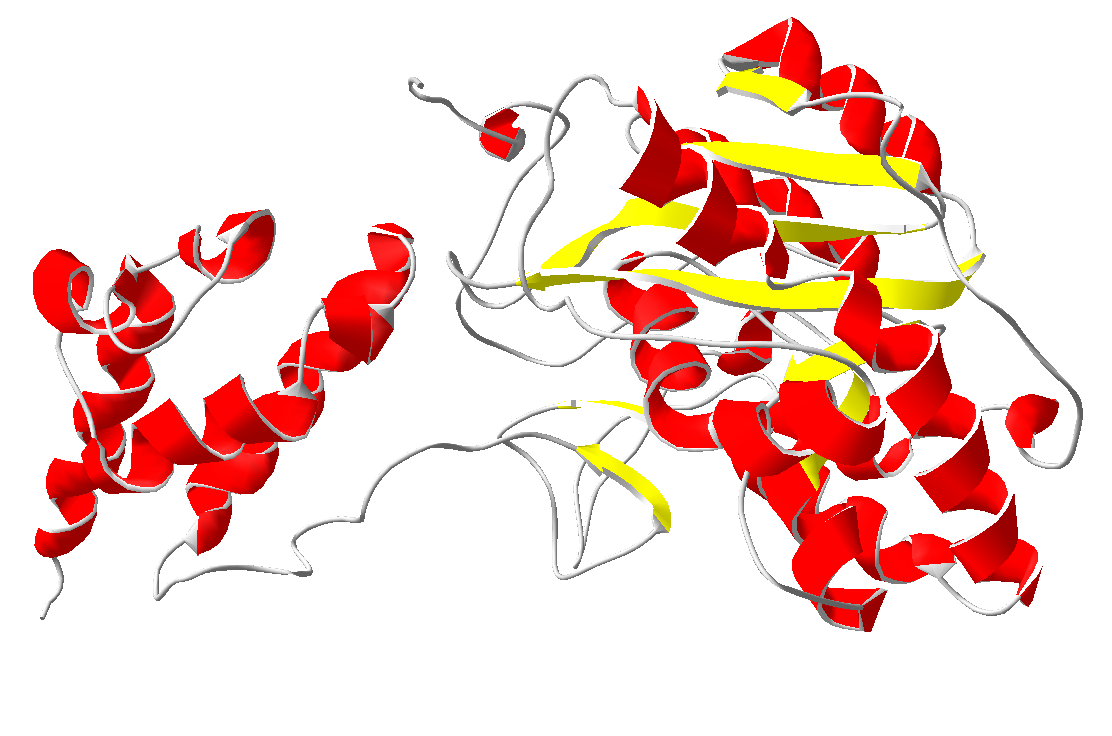
Частичное изображение структруры субъединицы Rrp6 экзосомы дрожжей, где α-спирали показаны красным, а β-слои — жёлтым

Другой белок, часто ассоциированный с экзосомой, — Rrp6 (у дрожжей) или PM/Scl-100 (у человека), как и Rrp44, этот белок является гидролитической экзорибонуклеазой, однако принадлежит к семейству РНКазы D. Белок PM/Scl-100 наиболее часто встречается в экзосомных комплексах, локализованных в ядре, однако может входить в состав и цитоплазматических экзосом.

### Регуляторные белки
Кроме двух вышеназванных белков, прочно связанных с экзосомным комплексом, многие белки взаимодействуют с экзосомами в цитоплазме и ядре клетки. Эти белки, слабо связывающиеся с экзосомами, могут регулировать активность и специфичность экзосомных комплексов. В цитоплазме экзосома взаимодействует с белками, связывающимися с AU-обогащёнными элементами, в том числе KRSP и TTP, которые стимулируют или предотвращают деградацию РНК. Ядерные экзосомы связываются с РНК-связывающими белками (в том числе MPP6/Mpp6 и C1D/Rrp47 у человека/дрожжей), которые необходимы для процессинга некоторых субстратов.
С экзосомами взаимодействуют не только одиночные белки, но и белковые комплексы. Один из них — цитоплазматический Ski-комплекс, в который входит РНК-хеликаза (Ski2); он участвует в деградации мРНК. В ядре процессинг рРНК и малых ядрышковых РНК при помощи экзосом управляется комплексом TRAMP, который проявляет РНК-хеликазную (Mtr4) и полиаденилирующую (Trf4) активности.

## Функции

### Ферментативные функции

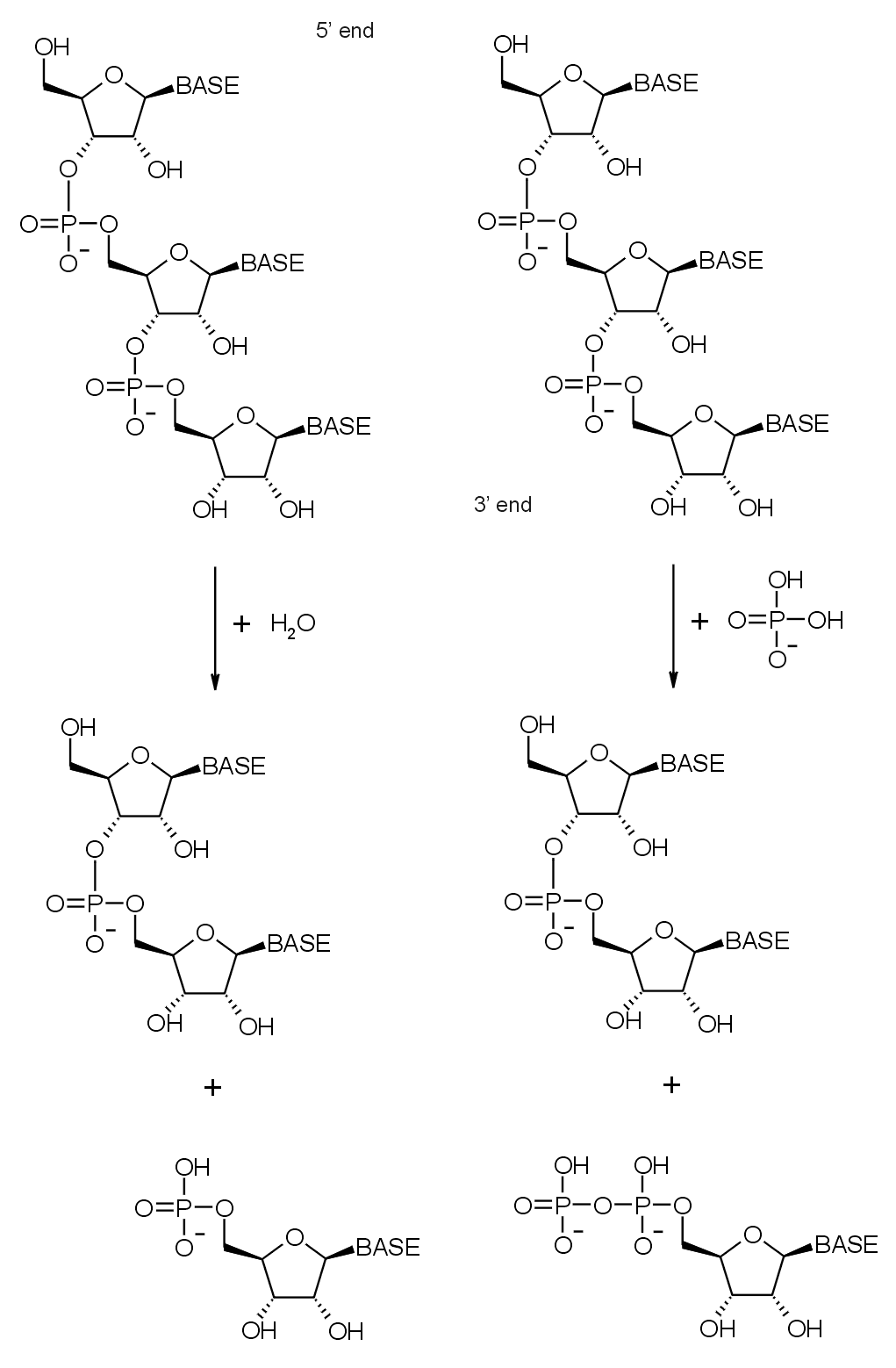
Гидролитическое (слева) и фосфоролитическое (справа) разрушение 3′-конца РНК

Как было показано выше, в экзосомный комплекс входит много белков с рибонуклеазными доменами. Конкретная природа этих доменов менялась в ходе эволюции от бактериальных комплексов до комплексов архей и эукариот, и различные ферментативные активности утрачивались или приобретались. Экзосома функционирует главным образом как 3′→5′-экзорибонуклеаза, то есть разрушает молекулы РНК начиная с их 3′-конца. Экзорибонуклеазы, входящие в состав экзосомы, могут быть или фосфоролитическими (как белки, подобные РНКазе РН), или, у эукариот, гидролитическими (белки, содержащие домены РНКазы R и D). Фосфоролитические ферменты используют неорганический фосфат для разрыва фосфодиэфирных связей и высвобождения нуклеотиддифосфатов. Гидролитические ферменты используют воду для гидролиза этих связей с высвобождением нуклеотидмонофосфатов.
У архей белок Rrp41 экзосомного комплекса является фосфоролитической экзорибонуклеазой. В кольце присутствуют три копии этого белка, они отвечают за активность комплекса. У эукариот все субъединицы РНКазы РН утратили свою каталитическую активность, то есть коровое кольцо человеческой экзосомы не содержит ни одного активного фермента. Несмотря на утрату каталитической активности, структура кора экзосомы высококонсервативна от архей до людей, подтверждая, что этот комплекс жизненно необходим для функционирования клетки. У эукариот потеря фосфоролитической активности компенсируется наличием гидролитических ферментов, которые у этих организмов обеспечивают рибонуклеазную активность экзосомы.
Как отмечалось выше, гидролитические белки Rrp6 и Rrp44 ассоциированы с экзосомами дрожжей и людей, кроме того, Rrp6 и два различных белка — Dis3 и Dis3L1 — могут связываться с экзосомой на месте дрожжевого белка Rrp44. Хотя изначально считалось, что белки, содержащие S1-домен, проявляют 3′→5′-экзорибонуклеазную активность, существование этой активности у этих белков недавно было подвергнуто сомнению, и эти белки могут только играть роль в связывании субстрата с комплексом до деградации.

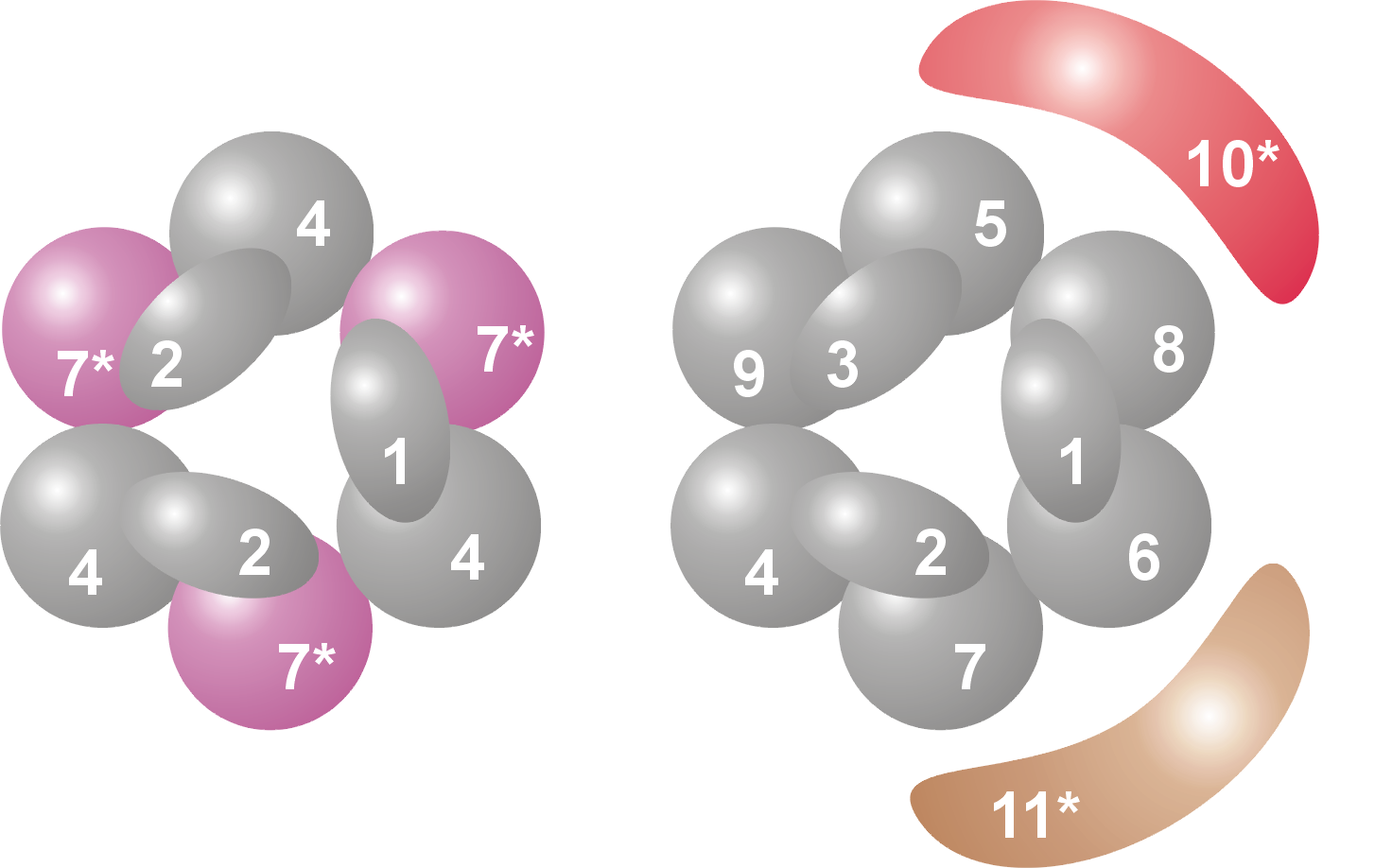
Схематическое изображении экзосомы архей (слева) и эукариот (справа) с наиболее часто связывающимися с ними белками

### Субстраты
Экзосомы вовлечены в деградацию и процессинг многих РНК, в цитоплазме клетки они вовлечены в круговорот мРНК. Экзосомы могут разрушать мРНК, которые были помечены для деградации из-за содержащихся в них ошибок, через взаимодействие с белками, обеспечивающими нонсенс-опосредованный распад и нон-стоп-распад. С другой стороны, разрушение составляет обязательный этап в жизненном цикле мРНК. Несколько белков, стабилизирующих или дестабилизирующих мРНК через связывание с AU-обогащёнными элементами, расположенными в 3′-нетранслируемой области мРНК, взаимодействуют с экзосомным комплексом. В ядре экзосомы необходимы для нормального процессинга нескольких видов малых ядерных РНК. Большинство экзосом находится в ядрышке. Здесь они участвуют в процессинге 5,8S рРНК (первая идентифицированная функция экзосом) и некоторых малых ядрышковых РНК.

Хотя большинство клеток имеют и другие ферменты, разрушающие РНК с их 3′- или 5′-конца, экзосомы необходимы для выживания клетки. Если экспрессия экзосомных белков искусственно уменьшается или прекращается, например, путём РНК-интерференции, клетка останавливается в росте и вскоре умирает. Для работы экзосомы необходимы 9 коровых белков и 2 главных ассоциированных с экзосомами белка. У бактерий нет экзосом, однако схожие функции у них выполняет более простой комплекс, содержащий белок RNPазу, — деградосома.
Экзосома является главным комплексом, обеспечивающим контроль качества клеточной РНК. В отличие от прокариот, эукариоты имеют высокоактивные системы, контролирующие клеточные РНК и распознающие непроцессированные или неправильно процессированные РНК-белковые комплексы (например, рибосомы) до того, как они покинут ядро. Считается, что эти системы предотвращают участие бракованных комплексов в важных клеточных процессах, например, синтезе белка.
Обнаружено, что в эпидермисе экзосомы избирательно разрушают мРНК, кодирующие транскрипционные факторы, вызывающие дифференциацию (в частности фактор транскрипции GRHL3). Благодаря этому обеспечивается способность прогениторных клеток эпидермиса оставаться в недифференцированном состоянии, что необходимо для поддержания их способности к пролиферации.
Кроме участия в процессинге, кругообороте и контроле качества РНК, экзосомы играют важную роль в деградации так называемых криптических нестабильных транскриптов (CUT), которые у дрожжей считываются с тысяч локусов. Важность этих нестабильных РНК и их деградации остаются неизвестными, однако похожие РНК были выявлены и в человеческих клетках.

## Клиническое значение

### Аутоиммунные заболевания
Экзосомные комплексы оказываются мишенями антител у пациентов, страдающих от различных аутоиммунных заболеваний. Такие аутоантитела встречаются главным образом у людей, страдающих склеромиозитом — аутоиммунным заболеванием, при котором пациенты имеют симптомы склеродермы и полимиозита или дерматомиозита. Наличие аутоантител в плазме крови пациентов можно определить различными методами. В прошлом для этих целей наиболее часто применяли метод двойной иммунодиффузии с использованием экстракта тимуса телят, иммунофлуоресценцию у клеток HEp-2 или иммунопреципитацию человеческих клеточных экстрактов. При иммунопреципитации плазмы крови с плазмой, содержащей антиэкзосомные антитела, происходила преципитация определённого набора белков. Задолго до открытия экзосом такие преципитирующиеся комплексы были названы PM/Scl-комплексами. Иммунофлуоресценция с использованием плазмы крови таких пациентов показывает характерное окрашивание ядра клетки, позволяя выдвинуть предположение, что антиген, распознаваемый аутоантителами, может играть важную роль в синтезе рибосом. Недавно стали доступны рекомбинантные экзосомные белки, которые использовались для разработки линейного иммуноанализа и иммуноферментного анализа (ELISA) для определения наличия этих антител.
При таких аутоиммунных заболеваниях антитела направлены главным образом против двух белков экзосомного комплекса: PM/Scl-100 (белок, подобный РНКазе D) и PM/Scl-75 (один из белков кольца, подобных РНКазе РН). Антитела, распознающие эти белки, обнаруживаются у приблизительно 30 % пациентов, страдающих склеромиозитом. Хотя эти два белка являются основными мишенями аутоантител, у этих пациентов могут поражаться другие экзосомные субъединицы и ассоциированные белки (например, C1D). В настоящее время наиболее чувствительным методом для обнаружения этих антител является использование пептида, образованного из белка PM/Scl-100, а не целого белка, в качестве антигена для ELISA. С помощью этого метода аутоантитела обнаруживаются у 55 % пациентов со склеромиозитом, однако они могут также быть обнаружены у пациентов, страдающих только от склеродермы, полимиозита или дерматомиозита.
Хотя аутоантитела встречаются у пациентов, имеющих признаки нескольких различных аутоиммунных заболеваний, клинические проявления этих заболеваний варьируют очень широко. Наиболее часто наблюдаемые симптомы являются, как правило, типичными симптомами аутоиммунных заболеваний; к числу таких симптомов относят болезнь Рейно, артрит, миозит и склеродерму. Лечение симптоматическое и схоже с лечением других аутоиммунных заболеваний, часто с применением иммуносупрессивных и иммуномодулирующих препаратов.

### Лечение рака
Показано, что работа экзосом подавляется антиметаболитом 5-фторурацилом — препаратом противораковой химиотерапии. Он является одним из наиболее эффективных лекарств для лечения крупных опухолей. У дрожжей, обработанных 5-фторурацилом, наблюдались дефекты процессинга рРНК, схожие с теми, которые имели место при блокировании активности экзосом молекулярно-биологическими методами. Отсутствие правильного процессинга рРНК смертельно для клеток, чем и объясняется эффективность препарата.

### Неврологические расстройства
Мутации экзосомного компонента 3 вызывают врождённую болезнь мотонейронов спинного мозга, атрофию мозжечка, прогрессирующую микроцефалию и глубокую отсталость развития, что характерно для мостомозжечковой гипоплазии типа 1В.

## Номенклатура субъединиц экзосомы
| №  | Субъединица | Домен     | Человека          | Дрожжей       | Археи      | MW (kD) | Ген человека | Ген дрожжей |
| -- | ----------- | --------- | ----------------- | ------------- | ---------- | ------- | ------------ | ----------- |
| 1  | Csl4        | S1 RBD    | hCsl4             | Csl4p/Ski4p   | Csl4       | 21-32   | EXOSC1       | YNL232W     |
| 2  | Rrp4        | S1/KH RBD | hRrp4             | Rrp4p         | Rrp4       | 28-39   | EXOSC2       | YHR069C     |
| 3  | Rrp40       | S1/KH RBD | hRrp40            | Rrp40p        | (Rrp4)A    | 27-32   | EXOSC3       | YOL142W     |
| 4  | Rrp41       | РНКаза PH | hRrp41            | Rrp41p/Ski6p  | Rrp41C     | 26-28   | EXOSC4       | YGR195W     |
| 5  | Rrp46       | РНКаза PH | hRrp46            | Rrp46p        | (Rrp41)A,C | 25-28   | EXOSC5       | YGR095C     |
| 6  | Mtr3        | РНКаза PH | hMtr3             | Mtr3p         | (Rrp41)A,C | 24-37   | EXOSC6       | YGR158C     |
| 7  | Rrp42       | РНКаза PH | hRrp42            | Rrp42p        | Rrp42      | 29-32   | EXOSC7       | YDL111C     |
| 8  | Rrp43       | РНКаза PH | OIP2              | Rrp43p        | (Rrp42)A   | 30-44   | EXOSC8       | YCR035C     |
| 9  | Rrp45       | РНКаза PH | PM/Scl-75         | Rrp45p        | (Rrp42)A   | 34-49   | EXOSC9       | YDR280W     |
| 10 | Rrp6        | РНКаза D  | PM/Scl-100C       | Rrp6pC        | n/a        | 84-100  | EXOSC10      | YOR001W     |
| 11 | Rrp44       | РНКаза R  | Dis3B,C Dis3L1B,C | Rrp44p/Dis3pC | n/a        | 105-113 | DIS3 DIS3L1  | YOL021C     |

- A У архей несколько белков экзосомы присутствуют во множестве копий (чтобы сформировать полную архитектуру комплекса экзосомы).
- B У человека в этой позиции комплекса могут находиться два разных белка: либо Dis3L1 (если экзосома находится в цитоплазме), либо Dis3 (если экзосома находится в ядре).
- C Участвует в рибонуклеазной активности комплекса.